# Parc fermé

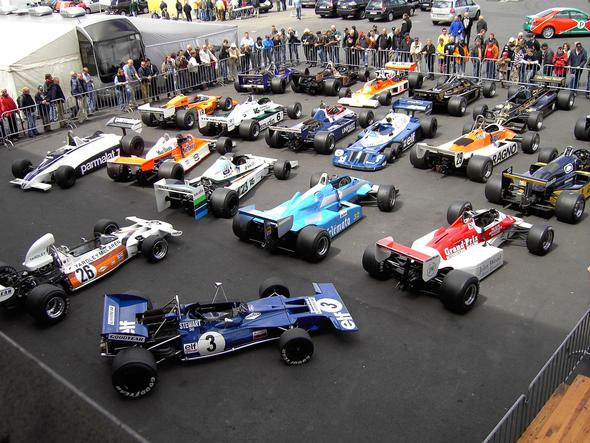
Abgesperrter Parc fermé im Fahrerlager des Oldtimer Festivals 1995 mit historischer Formel 1

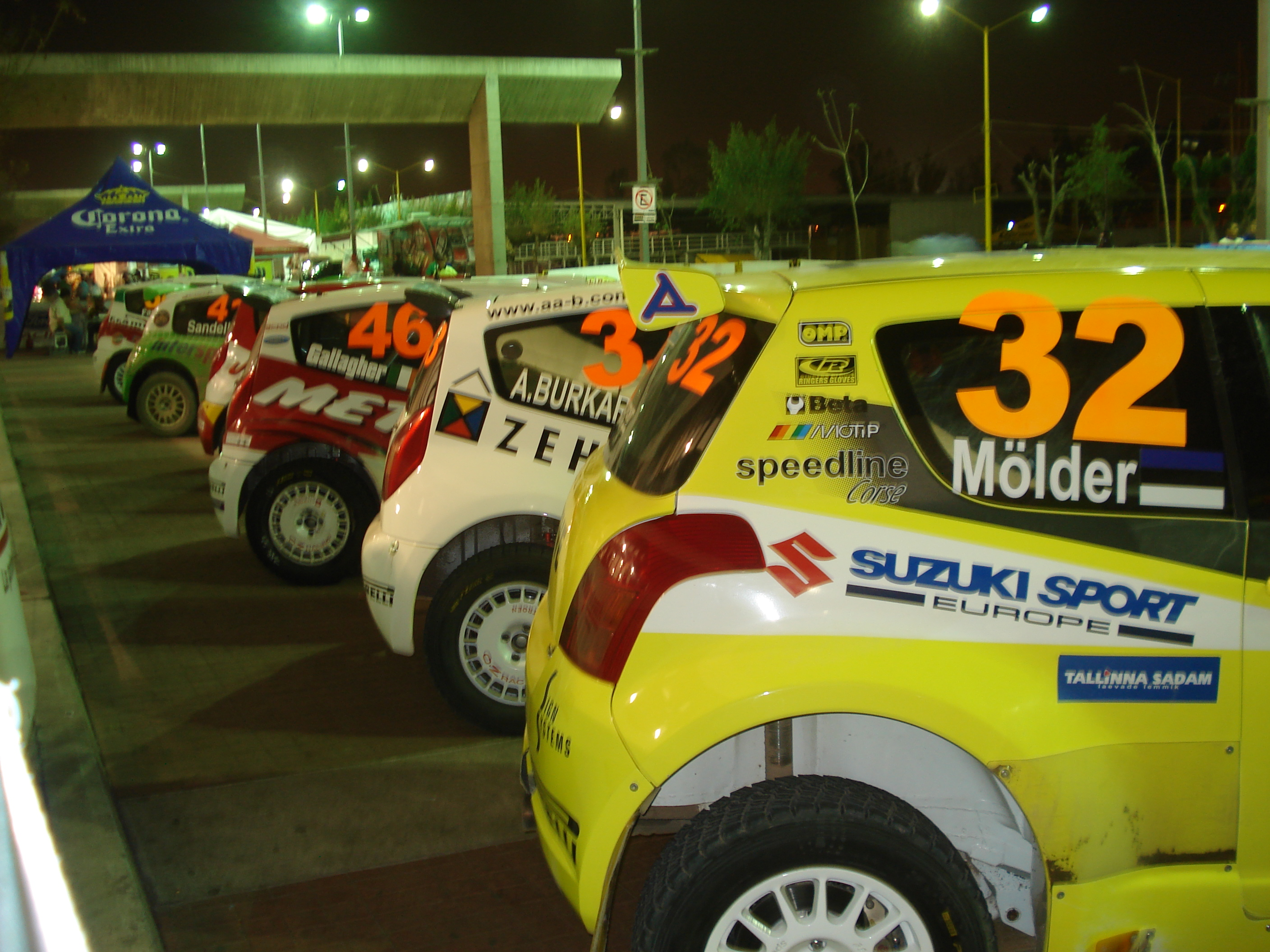
Parc fermé in León, Mexiko bei der Rallye Mexiko 2008

Der Parc fermé (französisch für: geschlossener Park) ist ein räumlich abgegrenzter Bereich bei einer Motorsportveranstaltung. Sinn und Zweck des Parc fermés ist, dass die Wettbewerbsfahrzeuge unter Aufsicht und Zugriff der Rennleitung verbleiben, bis die Protestfrist abgelaufen ist. Unter Parc-fermé-Bedingungen sind keine Veränderungen an den Fahrzeugen gestattet.
Sollte beispielsweise das Mindestgewicht des Fahrzeugs das Gewicht des Fahrers beinhalten, gelten auch für den Fahrer Parc-fermé-Bedingungen, bis er sich dem offiziellen Wiegen unterzogen hat.

## Formel 1
Bei Formel-1-Rennen wird beispielsweise die Boxengasse als Parc fermé genutzt und die Autos nach dem Qualifying und nach der Zieldurchfahrt abgestellt. Die Teams der Formel 1 dürfen in diesem Bereich keine Arbeiten durchführen. Die Wagen mussten vor dem Qualifying, seit der Formel-1-Weltmeisterschaft 2015 bereits vor dem dritten freien Training auf die Rennen abgestimmt werden. Ausgenommen sind Wechsel von Motoren oder Getrieben, die nach dem Zeittraining nötig werden können, bedeuten aber nach den Formel-1-Regeln für den Fahrer, mehrere Startplätze zurückgestellt zu werden (je nach Rennserie kann dies stark abweichen und ein Motorwechsel evtl. straflos bleiben).

## Sonstige Rennen
Bei beengten Platzverhältnissen, beispielsweise bei Bergrennen, steht nicht immer ein gesondert ausgewiesener Parc fermé zur Verfügung. Die Fahrzeuge müssen dann die betreffende Frist an ihrem normalen Stellplatz im Fahrerlager verbringen und unterliegen den Parc-fermé-Bedingungen. Bei Läufen mit einem internationalen Prädikat, also zum Beispiel der Europa-Bergmeisterschaft, aber auch der FIA International Hill Climb Challenge und FIA International Hill Climb Cup muss vom Veranstalter ein separater Parc fermé gestellt werden.